# Seguro aeronáutico
O seguro Aeronáutico garante cobertura para os riscos do transporte aéreo, isto é, os danos causados, os reembolsos de despesas e as responsabilidades legais, os quais o Segurado venha a ser obrigado a pagar em virtude da utilização da aeronave segurada.
O seguro Aeronáutico oferece as garantias de:
- Cascos ("hull") - garante a indenização por danos materiais, por qualquer causa, causados à aeronave, por atos danosos praticados por terceiros e as despesas com Socorro e Salvamento; e
- Responsabilidades do Explorador ou Transportador Aéreo (R.E.T.A.) - seguro obrigatório no Brasil, que garante os danos pessoais e/ou materiais aos passageiros, tripulantes e suas bagagens, a terceiros no solo e a outras aeronaves, no caso de abalroamento ou colisão.

Adicionalmente podem ser contratadas as coberturas de:
- Responsabilidade Civil (L.U.C.) (a segundo risco)
- Ventos de velocidade igual ou superior a 60 nós
- Extensão do perímetro de cobertura
- Reintegração automática do limite máximo de garantia
- Acidentes Pessoais dos passageiros e tripulantes
- Emergência e Primeiros-Socorros
- Despesas Médico-Hospitalares
- Guerra, Seqüestro e Confisco
- "Spare Parts"
- "Slung Cargo & Winching"
- "From Ground up"
- Permanência no Solo

O seguro poderá ser contratado não apenas para aeronaves de linhas comerciais regulares, mas também para as de táxi aéreo, de turismo e de treinamento, assim como helicópteros.
Um gerenciamento de riscos adequado poderá considerar, complementarmente, cobertura para os riscos de:
- Responsabilidade Civil de Abastecimento de Aeronaves
- Responsabilidade Civil de Aeroportos
- Responsabilidade Civil de Hangares
- Responsabilidade Civil do Transportador Aéreo de Carga (RCTA-C)
- Responsabilidade Civil Prestadores de Serviços
- Responsabilidade Civil Produtos Aeronáuticos